# 8757 Cyaneus
8757 Cyaneus è un asteroide della fascia principale. Scoperto nel 1960, presenta un'orbita caratterizzata da un semiasse maggiore pari a 2,1922395 UA e da un'eccentricità di 0,0637357, inclinata di 1,95939° rispetto all'eclittica.